# Ullensaker
Ullensaker là một đô thị ở hạt Akershus, Na Uy. Dân số đô thị này khoảng 26.000. Đô thị này giáp với Eidsvoll về phía bắc, Nes về phía đông, Sørum về phía nam, giáp Gjerdrum và Nannestad về phía tây.

## Lịch sử dân số
| Năm  | Dân số |
| ---- | ------ |
| 1951 | 9.195  |
| 1960 | 11.351 |
| 1970 | 14.852 |
| 1980 | 16.781 |
| 1990 | 18.121 |
| 2000 | 20.160 |
| 2002 | 21.942 |
| 2007 | 25.966 |

Xem thêm:

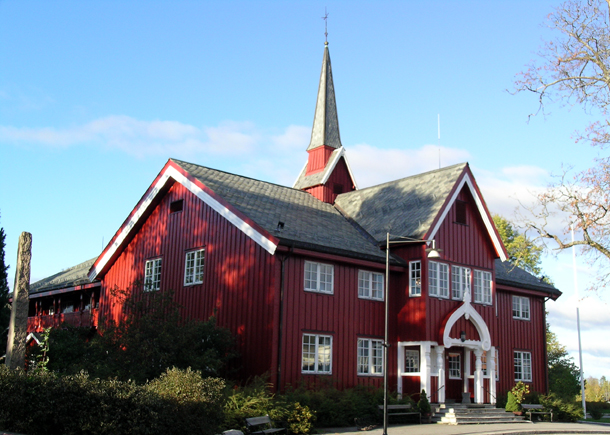
Herredshuset được hoàn thành năm 1901 và là nơi đóng trụ sở của hạt Ullensaker cho đến năm 1967.

Sân bay quốc tế chính của Na Uy, Sân bay Oslo, Gardermoen nằm ở đô thị Ullensaker. Ullensaker có hai trung tâm dân cư chính: Kløfta và Jessheim, trong đó Jessheim là nơi đóng trụ sở hành chính của Ullensaker. Có một căn cứ Quân đội Hoàng gia Na Uy tại Sessvollmoen cũng như căn cứ không quân của Không lực Hoàng gia Na Uy Căn cứ không quân Gardermoen.
Trandumskogen là một khu tưởng niệm 173 người Na Uy, 15 công dân Liên Xô và 6 công dân Anh quốc bị quân Đức hành quyết trong thế chiến II